# Batalla de Hoyerswerda
La Batalla de Hoyerswerda fue un encuentro menor que tuvo lugar el 9 de septiembre de 1759 durante la tercera guerra de Silesia como parte de la guerra de los Siete Años entre las fuerzas prusianas comandadas por el príncipe Enrique de Prusia y austriacas comandadas por el general Wehla. Sin embargo, tras la gran derrota prusiana en Kunersdorf en agosto, esta pequeña victoria fue para Federico el Grande, junto con la conseguida en Korbitz cuatro días antes por Friedrich August von Finck, un motivo de aumento de la moral oportuno para su frágil confianza.

## Preliminares
En septiembre de 1759 varios ejércitos bajo el mando de Federico el Grande, el príncipe Enrique de Austria, Leopold Joseph von Daun , y de Pyotr Saltykov de Rusia se ocultaron el uno al otro a través de Silesia. Mediante sucesivos cruces rápidos del río Óder, Frederick logró negar la defensa de las ciudades de Glogau (ahora Glogog) y Breslau (ahora Breslavia) a las fuerzas rusas, pero no pudo obtener la ventaja decisiva del terreno que buscaba antes de ofrecer la batalla.
El mariscal austríaco von Daun , al frente del principal ejército imperial, acababa de reconquistar parte de Sajonia y retomó Dresde a los prusianos. Esperaba tomar a Görlitz y unirse al ejército ruso del general Piotr Saltykov frente a la ciudad de Glogau, en Silesia, cercando a los dos ejércitos prusianos, el de Federico II y el de su hermano, el príncipe Enrique de Prusia mediante un movimiento envolvente de tenaza.

## La marcha de cincuenta horas
Desafortunadamente para von Daun, el Príncipe Enrique ya estaba haciendo planes para abandonar el área. Durante la tarde del sábado 22 de septiembre, las fuerzas prusianas abandonaron sus tiendas y marcharon silenciosamente, dejando solo fogatas y una fuerza simbólica para hacer mucho ruido. Marcharon en primer lugar hacia Rothenburg, en la Alta Lusacia y descansaron allí durante tres horas a veinte millas al sur, los austriacos se adelantaron y ocuparon sus posiciones vacías.
Mientras tanto, von Daun trataba de asimilar la gran victoria que obtuvo en Kunersdorf cuando le llegó la noticia de la derrota de las fuerzas austriacas en Sajonia por un ejército prusiano, de un tercio de su tamaño. Ahora, más decidido que nunca a dar un golpe decisivo, marchó con sus fuerzas a Görlitz y se subió a un terreno elevado para observar el campamento del príncipe Enrique de Prusia, su oponente más cercano y conveniente. von Daun decidió asaltar este campamento al comienzo de la mañana siguiente, el 23 de septiembre.
El explorador a caballo de Von Daun informó que el ejército prusiano se dirigía al noreste, hacia Glogau. Sospechó que había una trampa y se retiró a Bautzen, pero el príncipe Enrique salió de Rothenburg y tenía que dirigirse hacia el oeste, a treinta y cinco kilómetros, hasta la aldea sajona de Klitten . Después de tres horas de descanso hicieron una marcha forzada de veinte millas hacia el área de Hoyerswerda, donde acampaba una desprevenida fuerza imperial de 3000 hombres bajo el mando del general Wehla.
El general Wehla se había distinguido en el sitio de Dresde. Su posterior despliegue hacia Hoyerswerda fue parte de una estrategia para evitar que las fuerzas prusianas en Sajonia y Silesia se juntaran. Los acontecimientos recientes sugirieron que tal situación era poco probable. sin embargo, ya que Federico el Grande estaba unido con a los rusos. Por otra parte el príncipe Enrique de Prusia iba camino de unirse a su hermano en el este. De hecho, von Daun le había escrito a Wehla unos días antes, informándole que no había peligro en su flanco oriental.

## Fuera del bosque
Debió haber sido una gran sorpresa cuando la vanguardia prusiana del general suizo Lentulus salió corriendo del bosque. Wehla reunió a su regimiento croata y formó su artillería, pero un cañonazo prusiano bien dirigido barrió su Cuerpo. En cuestión de minutos, los austríacos estaban en pleno vuelo con su General capturado y seiscientos muertos en el campo. Con sus esperanzas destruidas, von Daun ahora se vio obligado a dirigirse al oeste hacia el propio Sajonia , con el fin de reforzar sus fuerzas allí, dejando a sus aliados rusos para enfrentar solo a Federico.
Thomas Carlyle en «History Of Friedrich II Of Prussia (1858)» comentó la marcha nocturna prusiana de la siguiente manera:

...probablemente, la hazaña más inteligente del príncipe Henri ... Con esta última pequeña operación consumada, ha asombrado a Daun tanto como a cualquier otro; cortó su elaborado tejido en ruina y los colapsó de un plumazo; y en efecto, como resultado, arruinó su campaña para este año.